# Ileana Peterson
Ileana Peterson, född Tepfers 23 november 1934 i Riga, död 23 juni 2013 i Stockholm, var en svensk operasångerska (mezzosopran).
Peterson studerade sång för Britta von Vegesack och Käthe Sundström i Stockholm och Clemens Kaiser-Breme i Essen i Tyskland.
Hon debuterade 1963 på Kungliga Teatern (numera Kungliga Operan) i Stockholm i rollen som Maddalena i Verdis Rigoletto. Åren 1964–1988 var hon anställd vid Kungliga Teatern där hon bland annat gjorde Ortrud i Lohengrin, Azuncena i Trubaduren, Ulrika i Maskeradbalen, Fricka i Rhenguldet och Valkyrian, Marcellina i Figaros bröllop och Barberaren i Sevilla. Hon gästspelade också bland annat i Oslo, Köpenhamn, Edinburgh, Wiesbaden, Warszawa och Moskva.
Vid två tillfällen tilldelades Peterson Statens Konstnärsstipendium, och Kristina Nilssonstipendiet. Hon tilldelades Drottningholmsteaterns vänners stipendium (ur Henrik Nordmarks fond) 1979 samt stipendium ur Set Svanholms minnesfond 1972.